# ノルディック・ライト・オープン
ノルディック・ライト・オープン（Nordea Nordic Light Open）は、2002年と2003年はフィンランドのエスポー、2004年から2008年まではスウェーデンストックホルムで8月上旬に開催されていたWTAテニストーナメントである。ノルデア銀行が冠スポンサーを務めていた。

## 大会歴代優勝者

### シングルス
| 開催地         | 年   | 優勝者                       | 準優勝者               | 決勝結果         |
| -------------- | ---- | ---------------------------- | ---------------------- | ---------------- |
| エスポー       | 2002 | スベトラーナ・クズネツォワ   | デニサ・チェラドコバ   | 0–6, 6–3, 7–6(2) |
| エスポー       | 2003 | アンナ・ピストレッシ         | エレナ・コスタニッチ   | 4–6, 6–4, 6–0    |
| ストックホルム | 2004 | アリシア・モリク             | タチアナ・ペレビニス   | 6–1, 6–1         |
| ストックホルム | 2005 | カタリナ・スレボトニク       | アナスタシア・ミスキナ | 7–5, 6–2         |
| ストックホルム | 2006 | 鄭潔                         | アナスタシア・ミスキナ | 6–4, 6–1         |
| ストックホルム | 2007 | アグニエシュカ・ラドワンスカ | ベラ・ドゥシェビナ     | 6–1, 6–1         |
| ストックホルム | 2008 | キャロライン・ウォズニアッキ | ベラ・ドゥシェビナ     | 6–0, 6–2         |

### ダブルス
| 開催地         | 年   | 優勝者                                                      | 準優勝者                                                | 決勝結果         |
| -------------- | ---- | ----------------------------------------------------------- | ------------------------------------------------------- | ---------------- |
| エスポー       | 2002 | アランチャ・サンチェス・ビカリオ スベトラーナ・クズネツォワ | エバ・ベス マリア・ホセ・マルティネス・サンチェス       | 6–3, 6–7(5), 6–3 |
| エスポー       | 2003 | エレナ・タタルコワ エフゲニア・クリコフスカヤ               | タチアナ・ペレビニス シルビア・タラヤ                   | 6–2, 6–4         |
| ストックホルム | 2004 | アリシア・モリク バルバラ・シェット                         | アンナ＝レナ・グローネフェルド エマヌエル・ガリアルディ | 6–3, 6–3         |
| ストックホルム | 2005 | エミリー・ロワ カタリナ・スレボトニク                       | エバ・ビルネロバ マラ・サンタンジェロ                   | 6–4, 6–3         |
| ストックホルム | 2006 | エバ・ビルネロバ ヤルミラ・ガイドソバ                       | 晏紫 鄭潔                                               | 0–6, 6–4, 6–2    |
| ストックホルム | 2007 | アナベル・メディナ・ガリゲス ビルヒニア・ルアノ・パスクアル | 詹謹瑋 テチアナ・ルザンスカ                             | 6–1, 5–7, [10–6] |
| ストックホルム | 2008 | イベタ・ベネソバ バルボラ・ザフラボバ＝ストリコバ           | ペトラ・チェトコフスカ ルーシー・サファロバ             | 7-5, 6-4         |